# Cetraro
Cetraro is een gemeente in de Italiaanse provincie Cosenza (regio Calabrië) en telt 10.251 inwoners (31-12-2004). De oppervlakte bedraagt 65,7 km², de bevolkingsdichtheid is 160 inwoners per km².
De volgende frazioni maken deel uit van de gemeente: Sant'Angelo, San Filippo, Ceramile, Bosco, Malvitani, Borgo S.Marco, S. Giacomo.

## Demografie
Cetraro telt ongeveer 3760 huishoudens. Het aantal inwoners daalde in de periode 1991-2001 met 1,0% volgens cijfers uit de tienjaarlijkse volkstellingen van ISTAT.
| Jaar | Inwoneraantal |
| ---- | ------------- |
| 1991 | 10.437        |
| 2001 | 10.333        |

## Geografie
De gemeente ligt op ongeveer 120 m boven zeeniveau.
Cetraro grenst aan de volgende gemeenten: Acquappesa, Bonifati, Fagnano Castello, Guardia Piemontese, Malvito, Sant'Agata di Esaro.